# 레인 애덤스
레인 웨스턴 애덤스(영어: Lane Weston Adams, 1989년 11월 13일 ~ )는 미국 출신의 야구 선수이다,

## 경력
2009년에 있었던 MLB 드래프트에서 13라운드 전체 392위로 캔자스시티 로열스에게 지명되어 7월 9일에 계약한다. 그 후, 루키리그인 애리조나 로열스에서 29경기에 출장하여, 10개의 타점과 14개의 도루, .233의 타율을 기록한다.
2010년에는 전년과 마찬가지로 루키리그에서 41경기에 출장하여, 2개의 홈런과 18개의 타점, 8개의 도루, .282의 타율을 기록한다.
2011년에는 싱글A인 케인 카운티 쿠거스에서 43겨기에 출장하여, 1개의 홈런과 11개의 타점, 7개의 도루, .230의 타율을 기록한다. 7월부터는 루키리그로 가서 뛴다. 루키리그에서는 43경기에 출장하여, 5개의 홈런과 20개의 타점, 9개의 도루, .281의 타율을 기록한다.
2012년에는 싱글A에서 67경기에 출장하여, 5개의 홈런과 44개의 타점, 11개의 도루, .298의 타율을 기록한다. 6월에는 싱글A+인 윌밍턴 블루 락스로 승격된다. 싱글A+에서는 68경기에 출장하여, 6개의 홈런과 25개의 타점, 8개의 도루, .240의 타율을 기록한다.
2013년에는 전년과 같은 싱글A+에서 87경기에 출장하여, 7개의 홈런과 39개의 타점, 23개의 도루, .276의 타율을 기록한다. 7월에 더블A인 노스웨스트 아칸사스 내추럴스로 승격된다. 더블A에서는 44경기에 출장하여, 5개의 홈런과 26개의 타점, 15개의 도루, .244의 타율을 기록한다. 오프 시즌인 11월 20일에는 캔자스시티 로열스와 메이저 계약을 맺고, 40인 로스터에 합류한다.
2014년에는 더블A에서 105경기에 출장하여, 11개의 홈런과 36개의 타점, 38개의 도루, .269의 타율을 기록한다. 그 후, 로스터 확장이 된 9월 1일에 메이저 리그로 승격되어, 승격된 날에 있었던 텍사스 레인저스전에서 8회말에 라울 이바네스의 대주자로 나서며, 메이저 리그 데뷔를 이룬다. 그 후에는 대주자로 기용되며, 9월 19일에 있었던 디트로이트 타이거스전에서 메이저 리그 첫타석을 맞이하지만, 좌익수 뜬공으로 물러난다. 시즌에서는 6경기에 출장하여, 3타수 무안타를 기록한다.

## 연도별 타격 성적
| 연 도     | 소 속     | 경 기 | 타 석 | 타 수 | 득 점 | 안 타 | 2 루 타 | 3 루 타 | 홈 런 | 루 타 | 타 점 | 도 루 | 도 루 자 | 희 생 번 | 희 생 플 | 볼 넷 | 고 4 | 사 구 | 삼 진 | 병 살 타 | 타 율 | 출 루 율 | 장 타 율 | O P S |
| --------- | --------- | ----- | ----- | ----- | ----- | ----- | ------- | ------- | ----- | ----- | ----- | ----- | -------- | -------- | -------- | ----- | ---- | ----- | ----- | -------- | ----- | -------- | -------- | ----- |
| 2014년    | KC        | 6     | 3     | 3     | 1     | 0     | 0       | 0       | 0     | 0     | 0     | 0     | 0        | 0        | 0        | 0     | 0    | 0     | 2     | 0        | .000  | .000     | .000     | .000  |
| 통산：1년 | 통산：1년 | 6     | 3     | 3     | 1     | 0     | 0       | 0       | 0     | 0     | 0     | 0     | 0        | 0        | 0        | 0     | 0    | 0     | 2     | 0        | .000  | .000     | .000     | .000  |

- 2014시즌 종료 기준.

## 참조
1. ↑  “Royals set 40-man roster ahead of deadline”. 《MLB.com Royals Press Release》. 2014년 11월 21일. 2014년 12월 30일에 원본 문서에서 보존된 문서. 2014년 12월 30일에 확인함.
2. ↑  “Royals announce a flurry of roster moves Monday”. 《MLB.com Royals Press Release》. 2014년 9월 2일. 2014년 12월 20일에 원본 문서에서 보존된 문서. 2014년 12월 30일에 확인함.
3. ↑  “Scores for Sep 1, 2014”. 《ESPN MLB》. 2014년 9월 1일. 2014년 12월 30일에 확인함.
4. ↑  “Scores for Sep 19, 2014”. 《ESPN MLB》. 2014년 9월 19일. 2014년 12월 30일에 확인함.